# ريغينا دورادو
ريغينا دورادو (بالبرتغالية: Regina Dourado‏) هي ممثلة برازيلية، ولدت في 22 أغسطس 1952 في البرازيل، وتوفيت في 27 أكتوبر 2012 بسالفادور في البرازيل بسبب سرطان الثدي.

## وصلات خارجية
- ريغينا دورادو على موقع IMDb (الإنجليزية)
- ريغينا دورادو على موقع ألو سيني (الفرنسية)
- ريغينا دورادو على موقع أول موفي (الإنجليزية)
- ريغينا دورادو على موقع قاعدة بيانات الفيلم (الإنجليزية)
- ريغينا دورادو على موقع كينوبويسك (الروسية)